# 利滕巴赫河 (聖加侖州)
47°26′18″N 9°38′33″E / 47.438267°N 9.64242°E

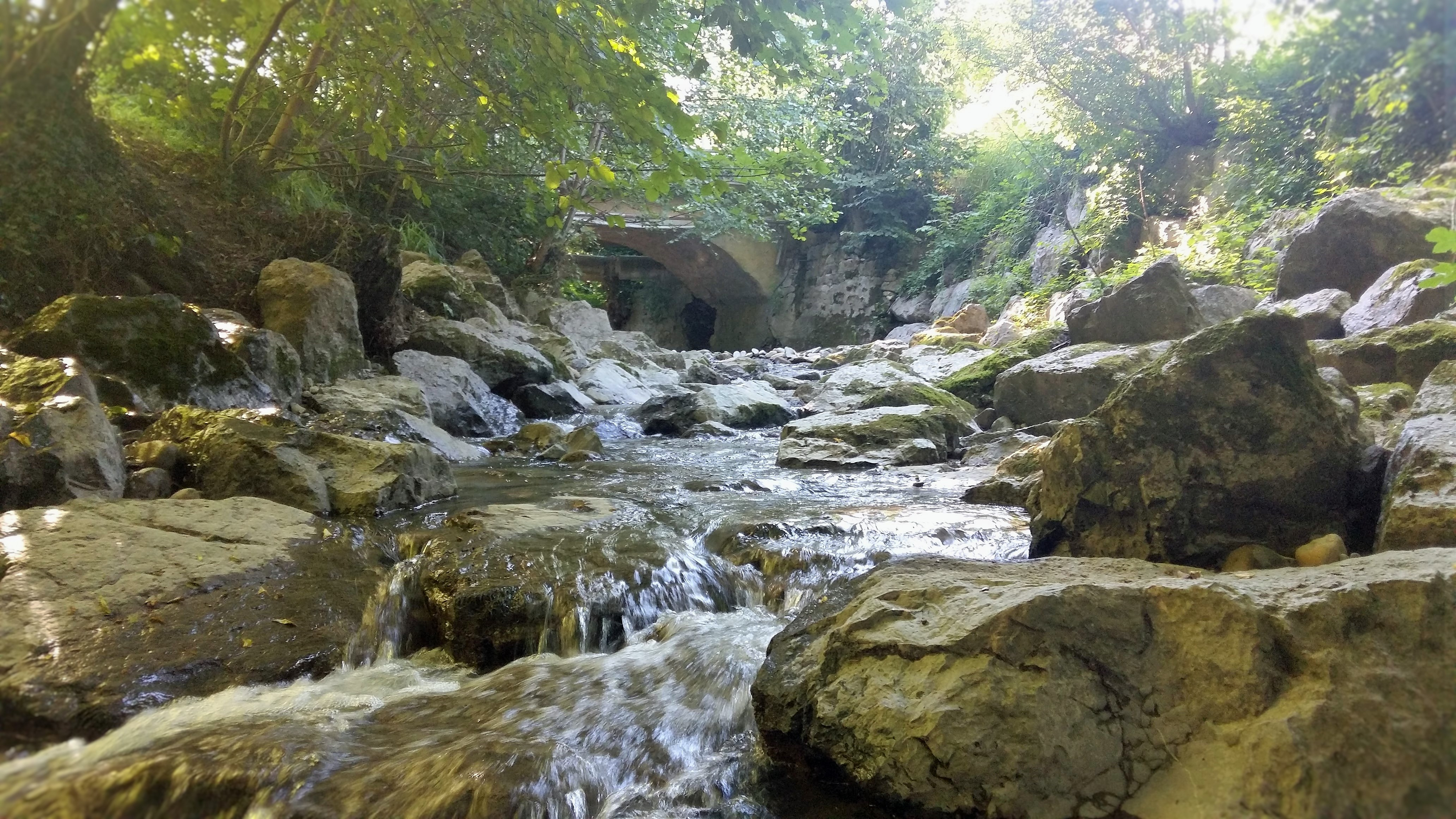

利滕巴赫河是瑞士的河流，位於該國東北部，流經聖加侖州，處於阿彭策爾阿爾卑斯山脈東北面，河道全長9公里，河畔城鎮有伯內克和奧鎮。